# Walter Bonatti
Walter Bonatti (* 22. Juni 1930 bei Bergamo; † 13. September 2011 in Rom) war ein italienischer Alpinist, Bildreporter und Autor.

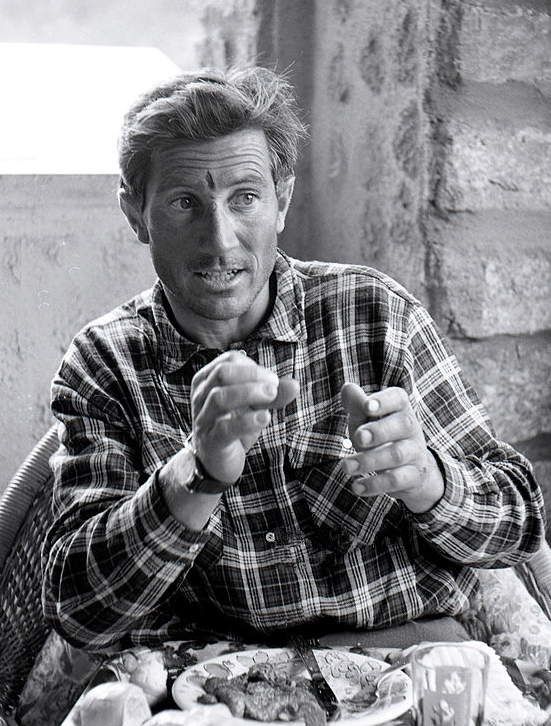
Walter Bonatti 1964

## Leben
Walter Bonatti gilt als einer der begabtesten Bergsteiger aller Zeiten. Die Zahl seiner Erstbesteigungen und Neurouten ist bemerkenswert. So hat seine im Winter 1965 allein begangene neue Route durch die Matterhorn-Nordwand bis heute nur vier Wiederholungen erlebt (1994 durch Catherine Destivelle innerhalb von 3 Tagen, 2006 durch Ueli Steck innerhalb von 25 Stunden, 2011 durch Patrik Aufdenblatten und Michi Lerjen in 7 Stunden 14 Minuten und 2015 durch Felix Sattelberger mit Reini Hones).
Bonatti wandte sich früh dem Bergsport zu und war bereits im Alter von nur 19 Jahren in den schwierigsten Wänden der Alpen unterwegs. Er durchstieg u. a. die Ostwand des Grand Capucin (1951); die Nordwände der Drei Zinnen (1953) und den Walkerpfeiler der Grandes Jorasses (1963) beging er jeweils im Winter. Mit Carlo Mauri erreichte Bonatti am 6. August 1958 den bis dahin noch unbestiegenen Gipfel des 7932 m hohen Gasherbrum IV in Pakistan.
Im Frühjahr 1954 nahm er an der italienischen Karakorum-Expedition zu einem der schwierigsten aller Achttausender, dem K2 teil. Bonatti, der zusammen mit dem pakistanischen Träger Mehdi Sauerstoff für die späteren Erstbesteiger Achille Compagnoni und Lino Lacedelli nach oben schleppte, musste auf über 8000 m Höhe ein Freilager beziehen. In der einbrechenden Dunkelheit konnte er das Lager IX, welches auf Veranlassung Compagnonis an anderer als der vereinbarten Stelle errichtet worden sein soll, nicht finden. Die Umstände waren später Gegenstand lang anhaltender Diskussionen, in deren Verlauf Bonatti zur Zielscheibe absurder Anschuldigungen wurde. Bonatti selbst sah sich um den Gipfelerfolg gebracht. Er überlebte das Biwak zwar ohne körperliche Beeinträchtigungen, war aber tief enttäuscht und wurde in der Folge zum Alleingänger. Mit der Veröffentlichung von K2 – Una storia finita (K2 – Eine abgeschlossene Geschichte) 2008 hat der Club Alpino Italiano Walter Bonatti für seinen Beitrag zur Erstbesteigung des K2 (8611 m) rehabilitiert.
Mit seinem sechstägigen Alleingang auf den Südwest-Pfeiler des Petit Dru im Mont-Blanc-Massiv, heute „Bonattipfeiler“ genannt, schrieb Walter Bonatti 1955 Alpingeschichte.
Am 10. Juli 1961 versuchte Bonatti sich mit italienischen und französischen Kameraden am zentralen Frêney-Pfeiler (Mont Blanc). Nur 90 Meter unterhalb des Ausstiegs in leichteres Gelände, an der sogenannten Chandelle, wurden sie von einem Wettersturz überrascht und Pierre Kohlmann von einem Blitz getroffen. Im Unwetter saßen sie 60 Stunden in der Wand fest. Beim Abstieg durch Unmengen von Neuschnee starben Kohlmann, Robert Guillaume, Andrea Oggioni und Antoine Vieille an Erschöpfung und Unterkühlung. Nur Bonatti, Roberto Gallieni und Pierre Mazeaud überlebten (siehe Frêney-Tragödie).
Im Februar 1965 beendete er das extreme Bergsteigen für sich mit einer Solo-Winterdurchsteigung der Matterhorn-Nordwand auf einer neuen direkten Führe, für die er drei Biwaks in der Wand benötigte.
Seit dem selbstgewählten Abschied vom extremen Alpinismus war Bonatti immer noch viel in Gebirgen oder anderen extremen Gegenden weltweit unterwegs. Von 1965 bis 1979 bereiste er fast alle Kontinente, um für die Wochenzeitschrift Epoca und die nur zwei Jahre publizierte deutsche Monatsschrift Bild der Zeit (die teilweise als Vorläufer von Geo gelten kann) Fotoreportagen zu erstellen.
Für sein außergewöhnliches alpinistisches Lebenswerk wurde Walter Bonatti im Jahr 2009 mit dem Bergsteigerpreis des Piolet d’Or geehrt. Nach ihm ist das Rifugio Walter Bonatti im Aostatal benannt. 
Bonatti verfasste mehr als 20 Bücher.
Von 2005 bis zu seinem Tod im Jahr 2011 lebte er mit seiner Frau, der Schauspielerin Rossana Podestà, in Dubino im Veltlin. Er starb im September 2011 in Rom.